# Zach Cherry
Zach Cherry (Estados Unidos, 1 de noviembre de 1987)... es un actor y comediante de improvisación estadounidense. Actualmente tiene un papel principal en la serie Severance de Apple TV+ del 2022. También ha tenido papeles menores en Succession, Living with Yourself y Shang-Chi y la leyenda de los Diez Anillos.

## Biografía
Zach Cherry nació en 1987. Asistió a la Escuela Princeton Day y luego a la Universidad de Amherst. Empezó a tomar clases de improvisación en 2011 y en 2017 fue seleccionado para formar parte de un equipo permanente en el Teatro Upright Citizens Brigade de Nueva York.

## Carrera
En 2018, Cherry interpretó al empleado de la librería Ethan Russell en la primera temporada de la serie de Netflix, You.
En 2022, Cherry tuvo un papel principal en la serie de Apple TV+ Severance. También interpretó a Wolf en Duncanville de FOX, a Kevin, el gerente de Pete, en Crashing (2017-2019), y a Norman en I Feel Bad (2018). Además, ha tenido roles secundarios en Succession y Living with Yourself. También interpretó a un personaje en dos películas de Marvel Studios: Shang-Chi and the Legend of the Ten Rings y Spider-Man: Homecoming.
En agosto de 2022, se anunció que Cherry y la actriz Ellie Kemper serían los presentadores de la sexta temporada de The Great American Baking Show, una adaptación estadounidense del programa de realidad culinaria británico The Great British Bake Off. La temporada se emitió en el servicio de streaming The Roku Channel.

## Filmografía
| Año  | Título                                     | Papel         | Notas         | Ref.  |
| ---- | ------------------------------------------ | ------------- | ------------- | ----- |
| 2017 | The Big Sick                               | Party Goer 4  |               |       |
| 2017 | Spider-Man: Homecoming                     | Street Vendor |               | [ 6 ] |
| 2018 | An Evening with Beverly Luff Linn          | Tyrone Paris  |               |       |
| 2018 | Irreplaceable You                          | Jim           |               |       |
| 2018 | Unsane                                     | Denis         |               |       |
| 2019 | Isn't It Romantic                          | Co-Worker     |               |       |
| 2020 | Drunk Bus                                  | Josh          | Sin acreditar |       |
| 2021 | Shang-Chi y la leyenda de los Diez Anillos | Klev          |               | [ 7 ] |
| 2023 | You Hurt My Feelings                       | Jim           |               | [ 8 ] |

### Televisión
| Año           | Título                             | Papel                                       | Notas                                                     | Ref.   |
| ------------- | ---------------------------------- | ------------------------------------------- | --------------------------------------------------------- | ------ |
| 2015          | High Maintenance                   | Diabetic Man                                | Episodio: «Sufjan»                                        |        |
| 2015          | Broad City                         | Espectador                                  | Episodio: «The Matrix»                                    |        |
| 2016          | Horace and Pete                    | Young Hipster 1                             | Episode #1.1                                              |        |
| 2016          | Unbreakable Kimmy Schmidt          | Administrador                               | Episodio: "Kimmy Gives Up!"                               |        |
| 2016          | The Jim Gaffigan Show              | Comediante                                  | Episodio: "The List"                                      |        |
| 2016          | Search Party                       | Duncan                                      | 3 episodios                                               |        |
| 2017–2019     | Crashing                           | Kevin Woods                                 | 8 episodios                                               | [ 9 ]  |
| 2017          | The Late Show with Stephen Colbert | El mismo                                    | Episodio: «Ronan Farrow/Walter Isaacson/Kelsea Ballerini» |        |
| 2018          | Divorce                            |                                             | Episodio: «Ohio»                                          |        |
| 2018          | The Chris Gethard Show             | Roger, el líder de los maníacos de la cueva | Episodio: «Survive the Apocalypse»                        |        |
| 2018          | The Special Without Brett Davis    | Ethan, the town gossip                      | Episodio: «BBQ»                                           |        |
| 2018          | You                                | Ethan Russell                               | 9 episodios                                               |        |
| 2018          | I Feel Bad                         | Norman                                      | 13 episodios                                              |        |
| 2018–2020     | Our Cartoon President              | Voz                                         | 22 episodios                                              |        |
| 2019          | The Magicians                      | Frankie Gallo                               | Episodio: «The Bad News Bear»                             |        |
| 2019          | Succession                         | Brian                                       | Episodio: «Safe Room»                                     | [ 10 ] |
| 2019          | Living with Yourself               | Hugh                                        | 4 episodios                                               |        |
| 2019          | The Resident                       | Marcus Broome                               | Episodio: «Peking Duck Day»                               |        |
| 2020          | Most Dangerous Game                | Looger                                      | 10 episodios                                              |        |
| 2020          | The Last O.G.                      | Miles                                       | 4 episodios                                               |        |
| 2020–presente | Duncanville                        | Lobo (voz)                                  | 19 episodios                                              |        |
| 2021          | Last Week Tonight with John Oliver | Empleado 3                                  | Episodio: «Union Busting»                                 |        |
| 2022          | Severance                          | Dylan                                       | Papel protagonista                                        |        |
| 2024          | Fallout                            | Woody Thomas.                               |                                                           |        |